# Батальйон поліції «Золоті ворота»
Рота поліції «Золоті ворота» — третя рота полку поліції особливого призначення «Київ» ГУНП у місті Києві.
До батальйону увійшли патріоти, що брали участь у подіях на Майдані Незалежності, командир — Шваля Микола. Рядовий батальйону — відомий майданівець Михайло Гаврилюк, який займається допомогою в тиловому забезпеченні батальйону і не бере участі в АТО.
Близько 9 серпня 2014 батальйон прибув в зону бойових дій на сході України.
Восени 2015 року увійшов до складу Полку особливого призначення «Київ», як 3-я рота полку «Київ» та рота спецпризначення.

## Історія
3 липня 2014 року батальйон «Золоті ворота» разом з іншими підрозділами МВС брав участь у забезпеченні заходів безпеки на вулицях Грушевського, Садовій і площі перед Верховною Радою у зв'язку з розглядом змін до Конституції України. У кінці липня 2014 року бійці батальйону заявили, що їх без пояснень не пускають у зону АТО.
Близько 9 серпня батальйон прибув в зону бойових дій на сході України. 10 серпня бійці батальйону брали участь у зачистці населеного пункту Красний Яр. 14-22 серпня батальйон проводив зачистку сел біля Луганська та готувався до штурму Луганська. 2-й взвод у складі 29 бійців 11 серпня був направлений у розпорядження 128 ГПБр до м. Лутугіно, с.Леніно для безпосередньої участі в бойових діях. Виконував зачистки навколишніх сіл, оборону блокпостів. Забезпечував та обороняв прохід колон 80 бригади та інших до луганського аеропорту, а в кінці серпня - прикривав вихід залишків 80-ї бригади з ЛАП. Готувалися до штурму Луганська з південного напрямку у складі підрозділів ЗСУ. Цим планам завадило вторгнення до Луганська регулярних військ РФ. 25 серпня основні сили батальйону відступили до Новоайдару (2-й взвод) та   Сватове (всі інші) . 
Але 2-й взвод продовжив виконання бойових наказів штабу АТО  сектору "А" в м. Щастя: б/пост міст, дозори та секрети на каналі, протидія ворожим ДРГ в районі м.Щастя, б/п дороги Гречанінове-Окніно. Залишив позиції тільки після ротації 29-30 вересня 2014 року.
12 серпня 2014 року бійці батальйону потрапили під артилерійський обстріл. 17 серпня в селі Сабівка Луганської області батальйон обстріляли терористи. Тяжко поранено командира батальйону Миколу Шваля та офіцера розвідки Олега Бишевського.
У кінці листопада 2014 Миколу Шваля було знято з посади за станом здоров'я після поранення та на вимогу бійців особового складу. 25 листопада 2014 приступив до обов'язків новий командир батальйону Проволовський В. А. (позивний Борзий).
18 жовтня 2014 року бійці батальйону разом з бійцями ЗСУ та представниками інших підрозділів брали участь в звільненні с.Кримське Луганської області.
16 червня 2015 року біля с. Лопаскиного група бійців Батальйону особливого призначення "Золоті ворота" потрапила у засідку та вступила в бій з диверсійно-розвідувальною групою проросійських терористів. Внаслідок бою троє бійців БПСМОП "Золоті ворота" отримали поранення та були направлені до лікарні в м. Новий Айдар.